# Жарык (Жарминский район)
Жарык (каз. Жарық, до 1992 г. — Воронцовка) — село в Жарминском районе Абайская область Казахстана. Административный центр Жарыкского сельского округа. Код КАТО — 634465100 . Например, в Казахстане  самая низкая температура – в сельском округе Жарык Восточно-Казахстанской области, когда было зафиксировано –60 C°.  

## Население
В 1999 году население села составляло 1353 человека (685 мужчин и 668 женщин). По данным переписи 2009 года, в селе проживало 908 человек (495 мужчин и 413 женщин).

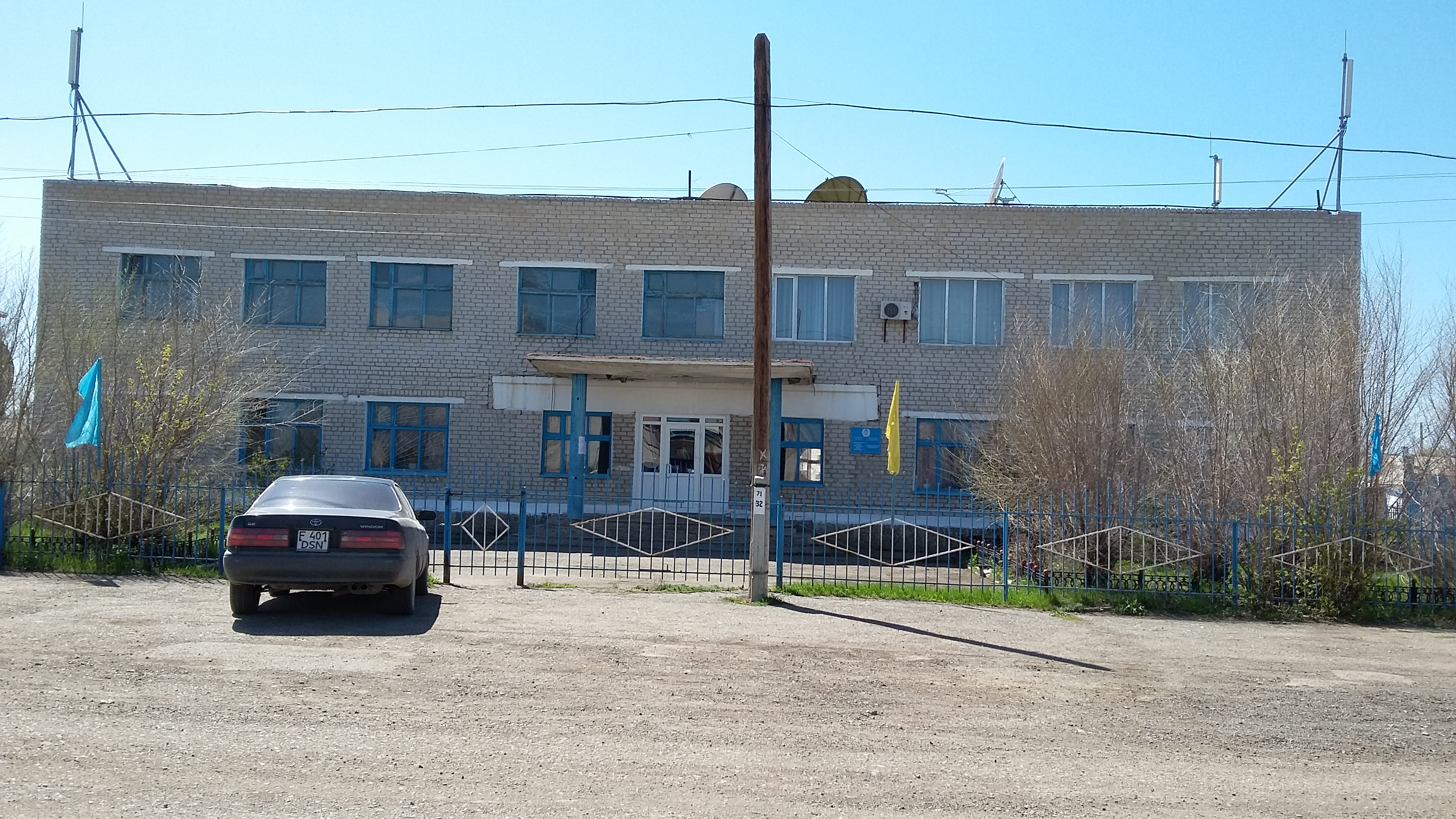
Село Жарык (Скотовод)
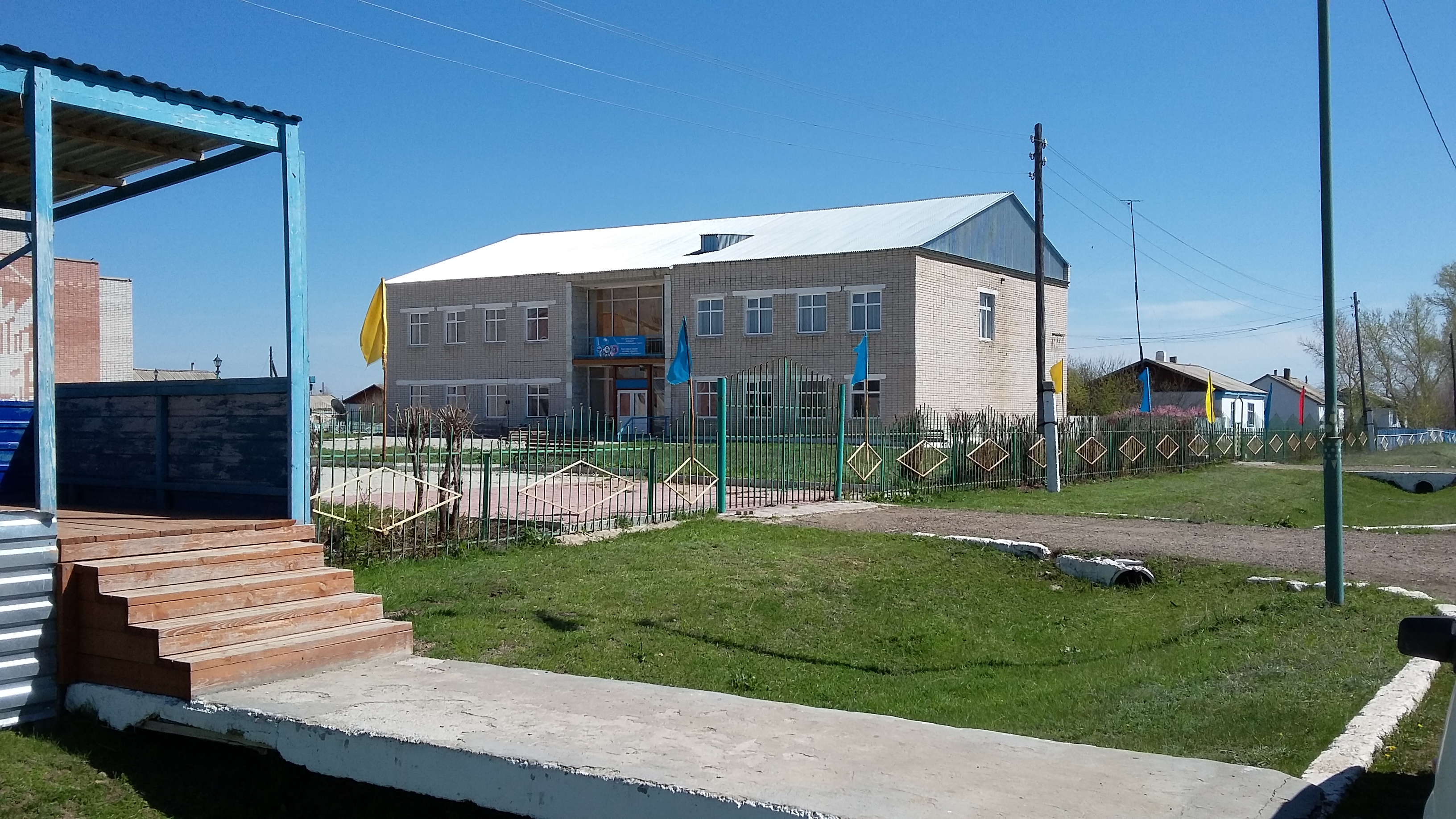
Спорт школа
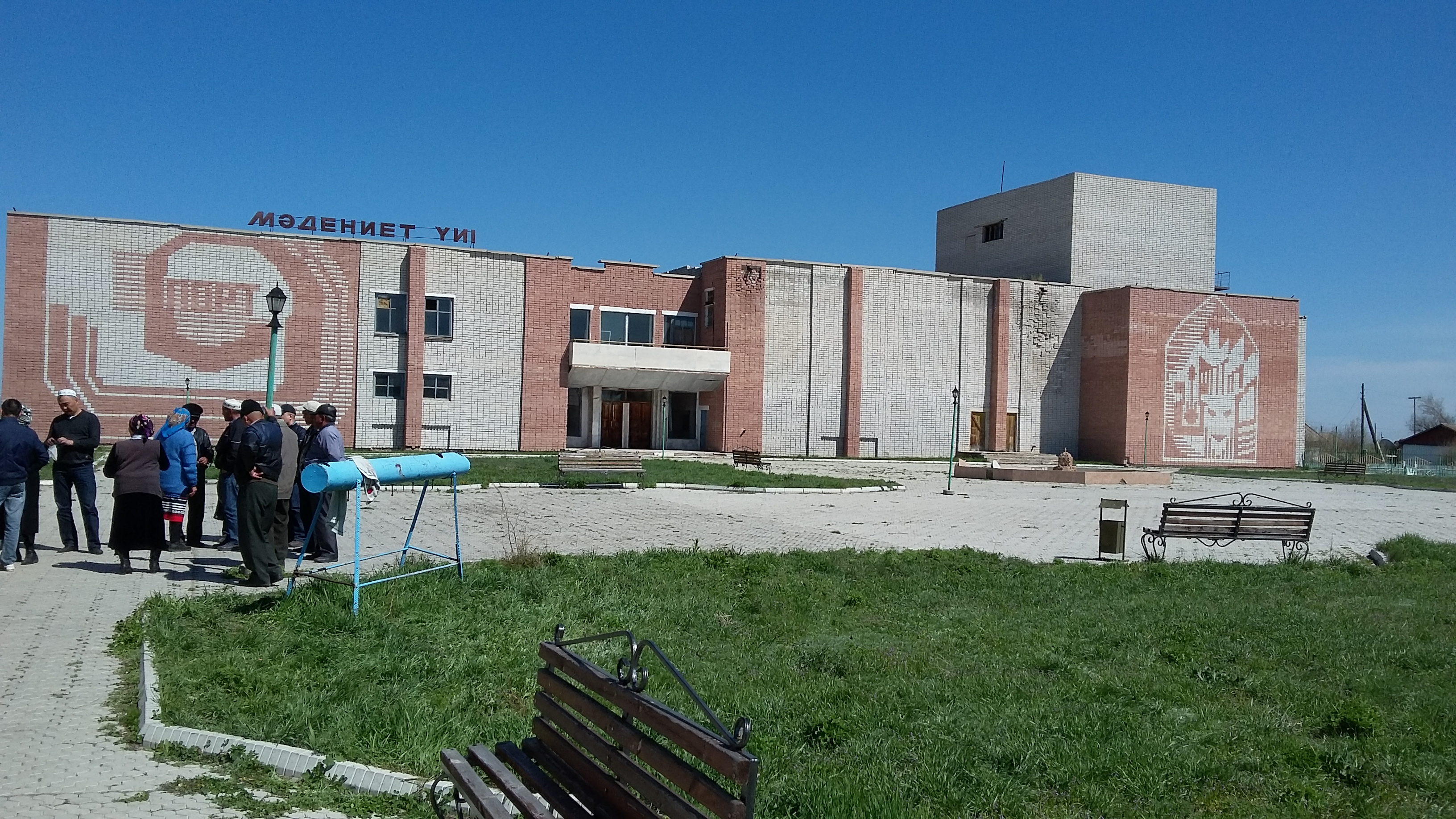
Дом культуры села Жарык